# Cepoy
Cepoy är en kommun i departementet Loiret i regionen Centre-Val de Loire strax norr Frankrikes mitt. Kommunen ligger i kantonen Châlette-sur-Loing som tillhör arrondissementet Montargis. År 2022 hade Cepoy 2 346 invånare.

## Befolkningsutveckling
Antalet invånare i kommunen Cepoy
| Referens: INSEE |

## Svenska beröringspunkter
Cepoy är vänort med Dals Ed i Dalsland. Här bodde den svenske konsuln Raoul Nordling under sin aktiva tid.